# Sitzenberg-Reidling
Sitzenberg-Reidling là một đô thị thuộc huyện Tulln trong bang Niederösterreich, Áo.